# ヨーゼフ・ライター
ヨーゼフ・ライター（Josef "Pepi" Reiter、1959年1月8日 - ）は、オーストリアのオーバーエスターライヒ州出身の柔道選手。階級は65kg級。身長168cm。

## 人物
1979年のヨーロッパ選手権60kg級で3位になった。1980年のヨーロッパ選手権では2位となったが、1980年モスクワオリンピックでは初戦で敗れた。　その後、階級を65kg級に上げると、1981年からヨーロッパ選手権で2年連続して3位になった。1983年の世界選手権では5位だった。翌年のロサンゼルスオリンピックでは銅メダルを獲得した。1988年ソウルオリンピックでは3回戦で敗れた。

## 主な戦績
60kg級での戦績
- 1979年 - フランス国際　3位
- 1979年 - ヨーロッパ選手権　3位
- 1980年 - ヨーロッパ選手権　2位

65kg級での戦績
- 1980年 - ドイツ国際　3位
- 1981年 - フランス国際　2位
- 1981年 - ヨーロッパ選手権　3位
- 1982年 - ヨーロッパ選手権　3位
- 1982年 - オーストリア国際　優勝
- 1983年 - 世界選手権　5位
- 1984年 - ロサンゼルスオリンピック　3位
- 1988年 - ドイツ国際　3位
- 1988年 - オーストリア国際　優勝